# Bony
Bony ist eine französische Gemeinde mit 139 Einwohnern (Stand: 1. Januar 2022) im Département Aisne in der Region Hauts-de-France (vor 2016 Picardie). Sie gehört zum Arrondissement Saint-Quentin und zum Kanton Bohain-en-Vermandois.

## Geografie
Die Gemeinde Bony liegt an der Grenze zum Département Somme, etwa 17 Kilometer nördlich von Saint-Quentin. Die obere Schelde und der hier abzweigende und weitgehend unterirdisch verlaufende Canal de Saint-Quentin begrenzen die Gemeinde im Norden. Umgeben wird Bony von den Nachbargemeinden Vendhuile im Nordwesten und Norden, Gouy im Nordosten und Osten, Le Catelet im Osten, Bellicourt im Süden, Hargicourt im Südwesten sowie Ronssoy und Lempire im Westen.

## Bevölkerungsentwicklung
| Jahr                       | 1962 | 1968 | 1975 | 1982 | 1990 | 1999 | 2006 | 2014 | 2021 |
| Einwohner                  | 152  | 110  | 109  | 125  | 101  | 124  | 120  | 134  | 139  |
| Quellen: Cassini und INSEE |      |      |      |      |      |      |      |      |      |

## Sehenswürdigkeiten

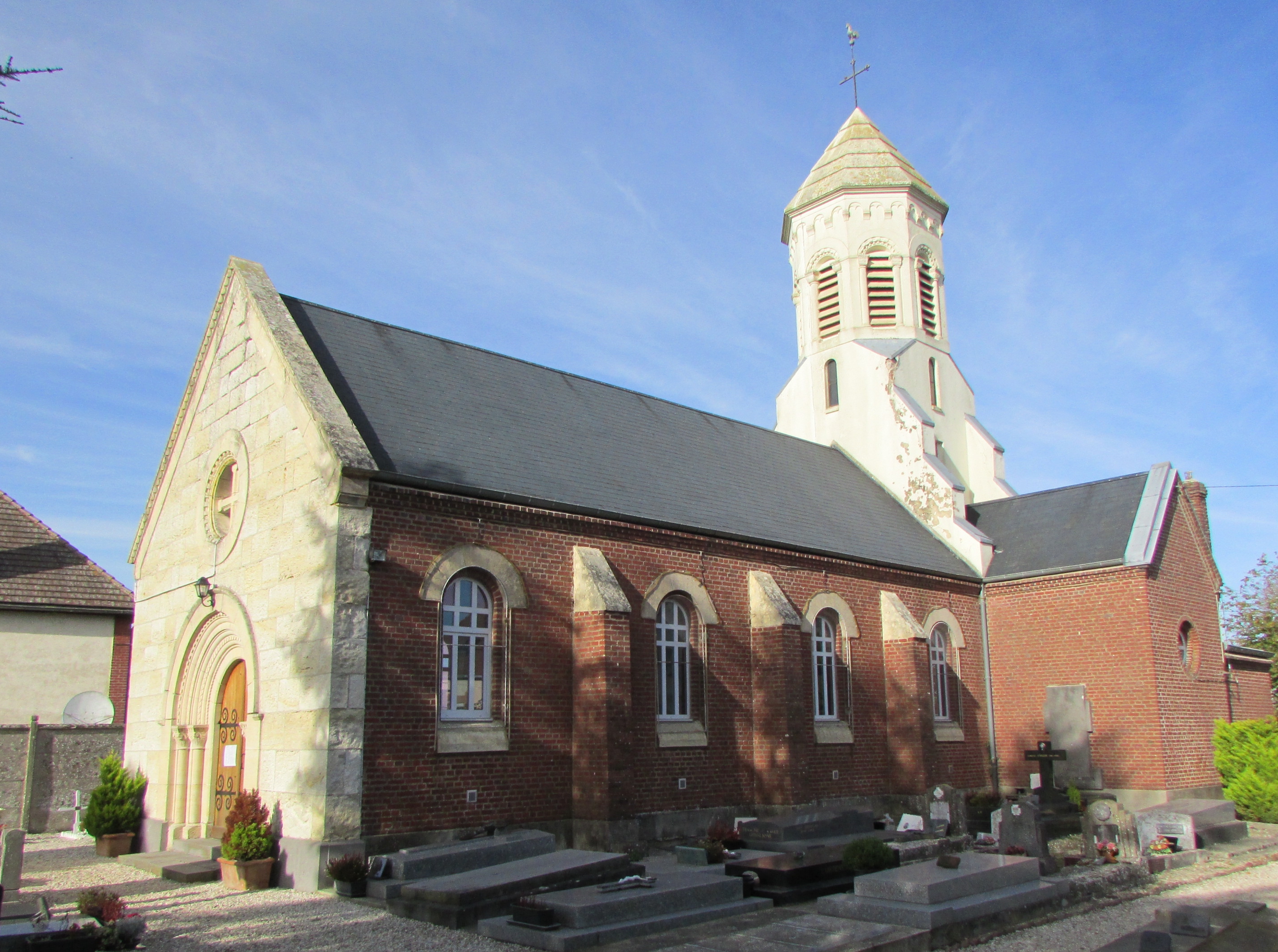
Kirche Nativité-de-la-Sainte-Vierge
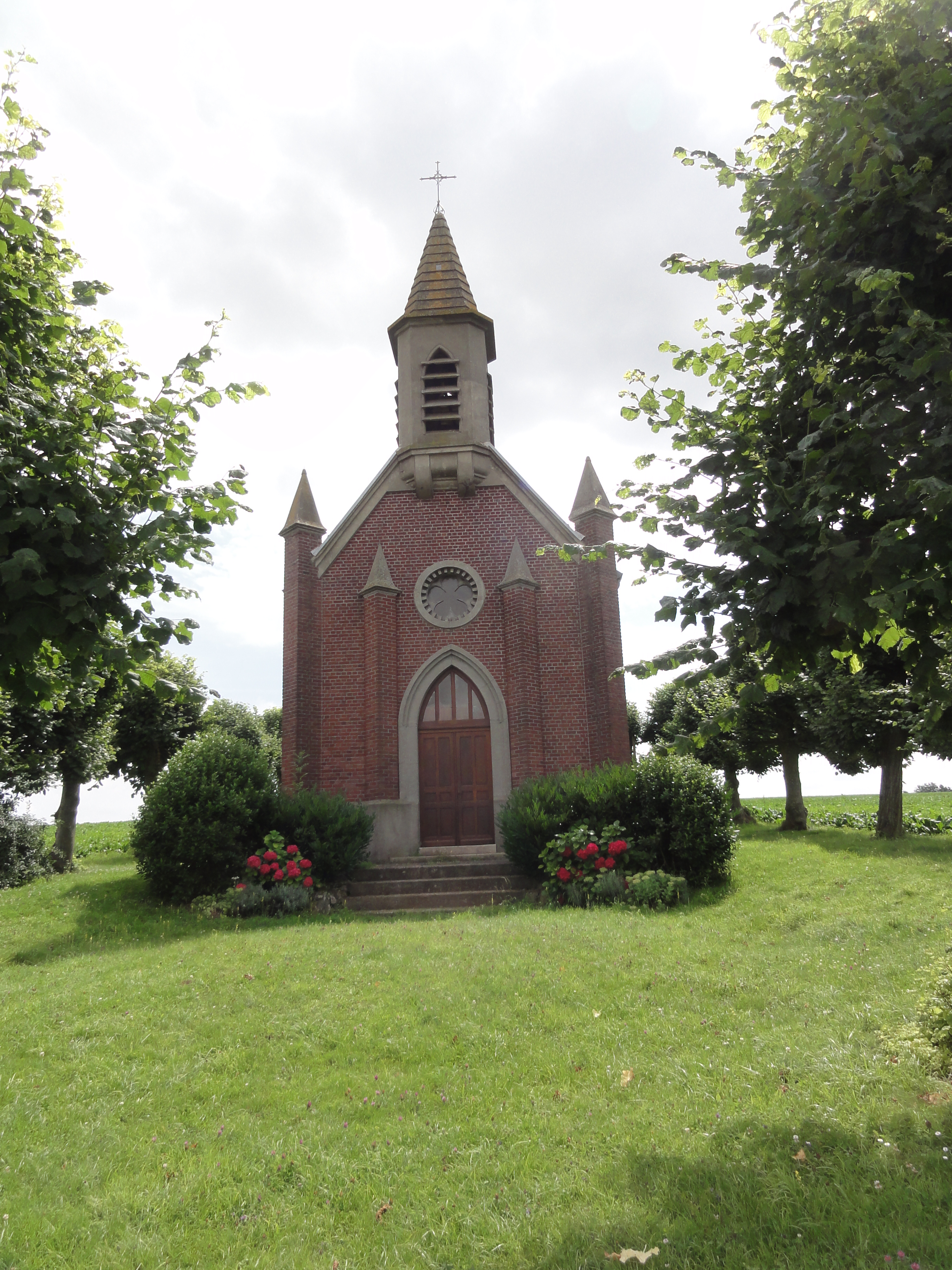
Kapelle Notre-Dame-des-Douleurs
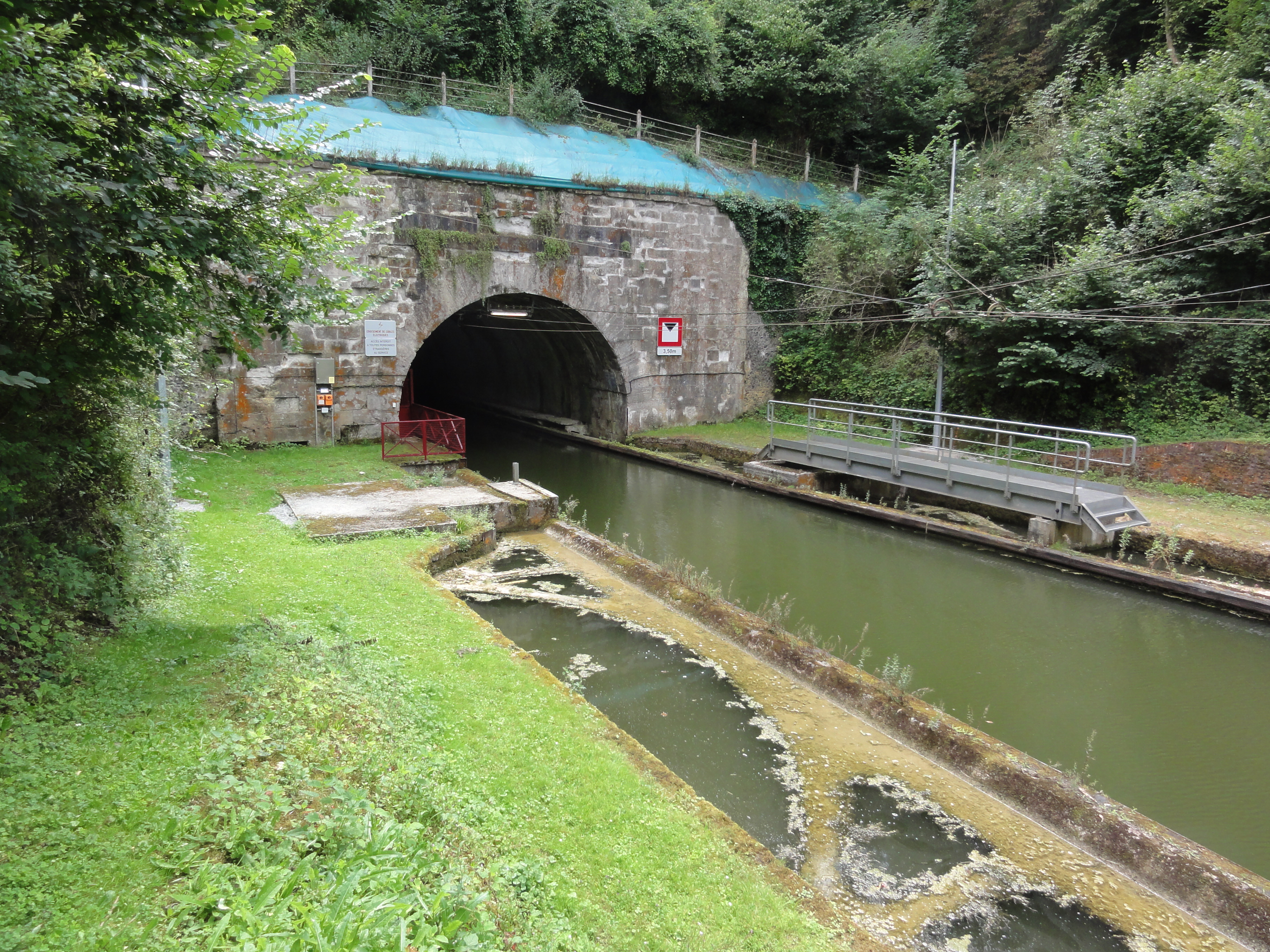
Nördlicher Tunneleingang des Canal de Saint-Quentin
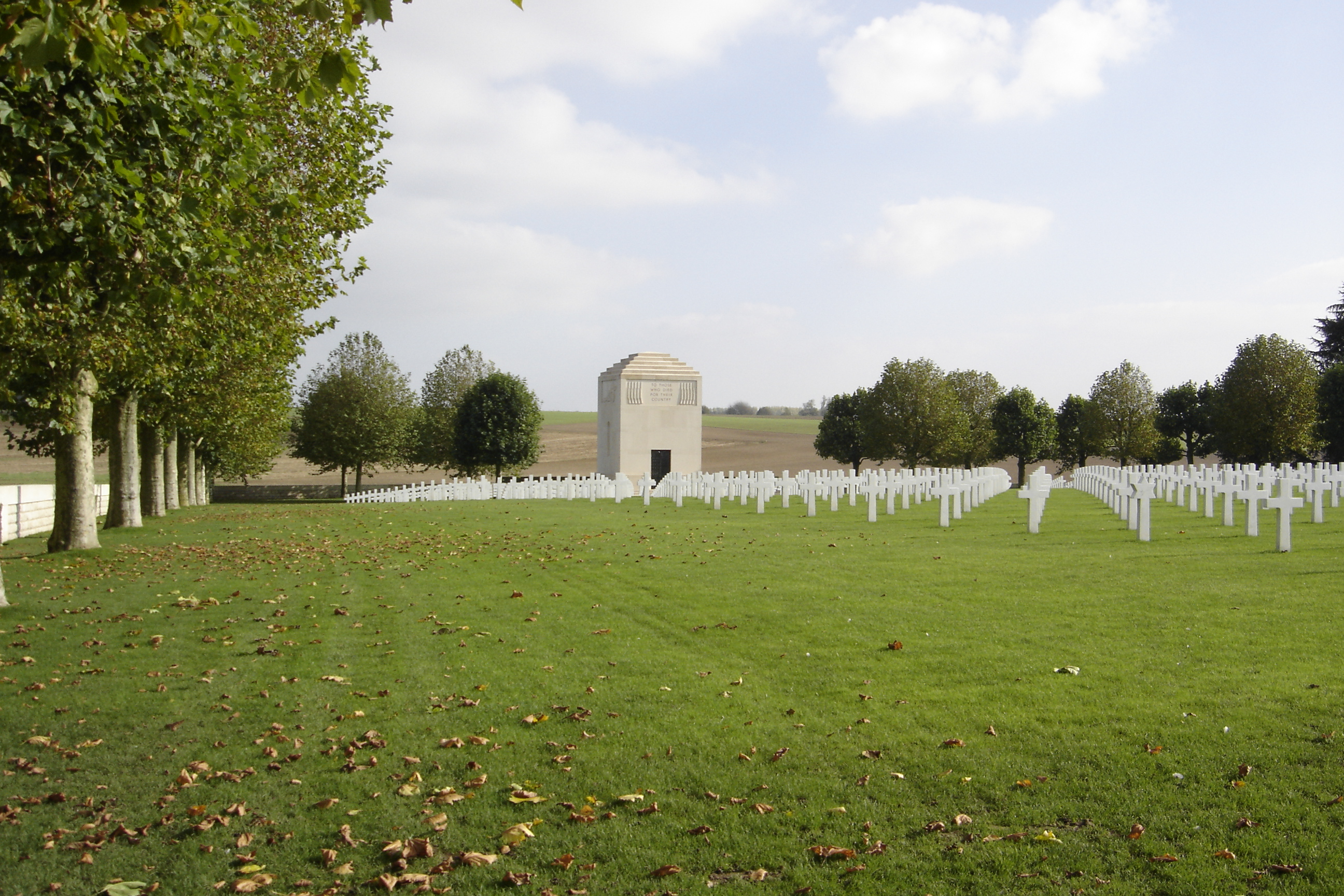
amerikanischer Soldatenfriedhof
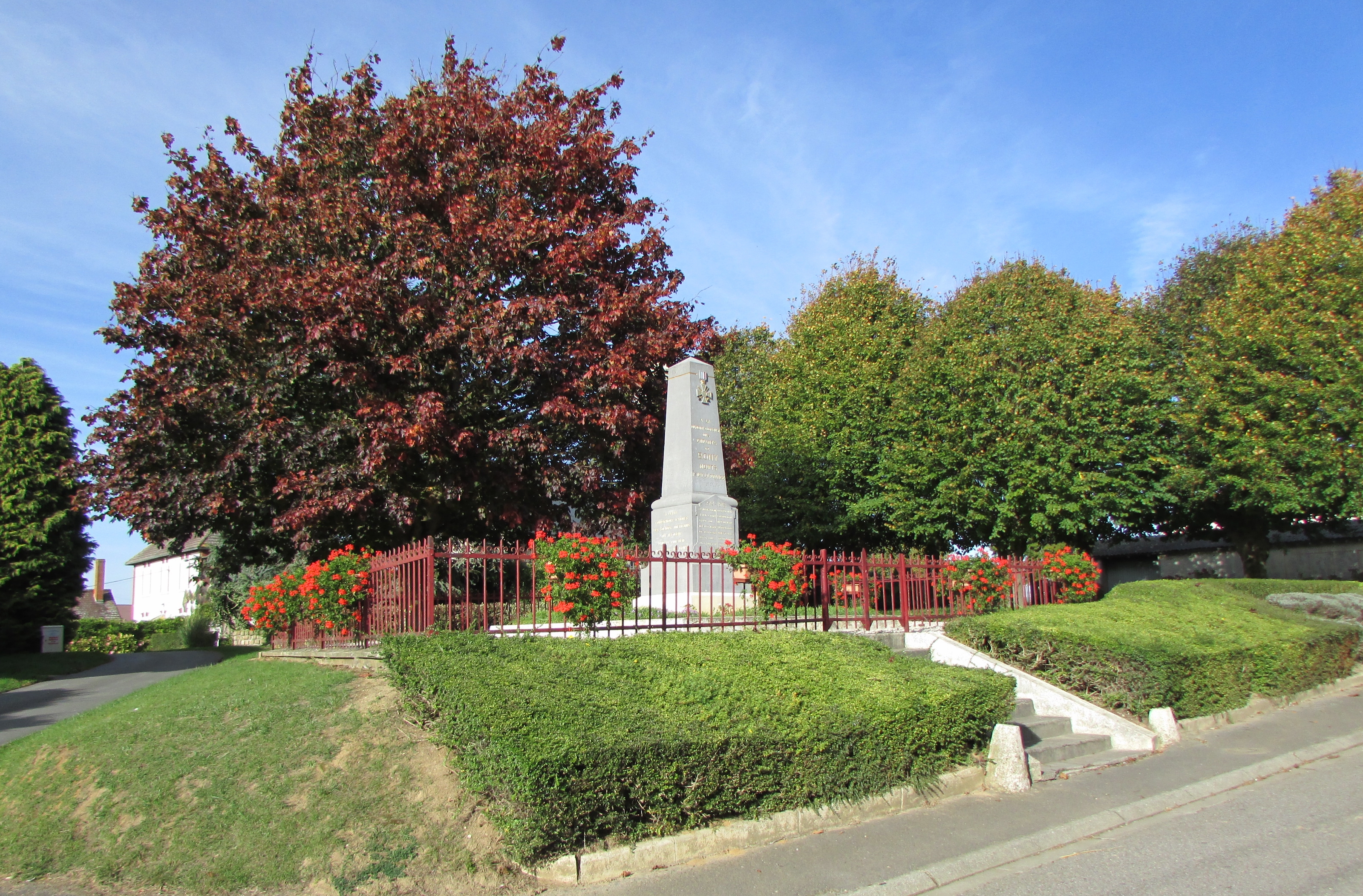
Gefallenendenkmal

- Wasserturm

- Kirche Nativité-de-la-Sainte-Vierge
- Kapelle Notre-Dame-des-Douleurs
- Nördlicher Tunneleingang des Canal de Saint-Quentin
- Amerikanischer Militärfriedhof
- Gefallenendenkmal